# بقايا النجوم العملاقة
تحتوي انوية النجوم العملاقة التي تمتلك كتلة أكبر من كتلة الشمس بعدة مرات على مناطق الحمل الحراري، اما مناطق الإشعاع فتوجد في الطبقات الخارجية ولا ينطبق هذا الامر على النجوم الشبيهة بالشمس إذ توجد منطقة الإشعاع في نوى تلك النجوم بينما تتركز منطقة الحمل الحراري في طبقاتها الخارجية.
الاسم العلمي لبقايا النجوم العملاقة هو (سديم).
السوبرنوفا هي الموت الانفجاري لنجم فائق الكتلة وينتج ذلك الحدث زيادة في اللمعان متبوعة بتلاشي تدريجي، وعند وصول هذا النوع إلى ذروته يستطيع أن يسطع على مجرة بأكملها.
قد تنتج السوبرنوفات عن انفجارات الاقزام البيضاء التي تراكم مواد كافية وقادمة من نجم مرافق لتصل بذلك إلى حد تشاندراسيغار، يعرف هذا النوع من السوبرنوفات بالنوع Ia.
يبعث النجم المتفجر نفس قدر طاقة مجرة كاملة وعندما تنتهي حياة نجم هائل فإن جزء كبير من هذا النجم المتفجر ينتشر في الفضاء كبقايا وحطام.
النجوم الحمراء العملاقة تحترق من خلال الهيدروجين الموجود فيها مما يسبب انكماش النجم على نفسه بسب قوة جاذبيته الداخلية، وهذا الضغط الهائل سيسمح لعناصر مثل الهيليوم بأن تلتحم مع عناصر أثقل مثل الكربون وهذا الضغط العالي في اللب سيؤدي إلى توسع حجم النجم مثل بالون ساخن وربما يتوسع إلى 200 مرة أكبر من حجمه الطبيعي.